# Петля Лебедя
Петля Лебедя (англ. Cygnus Loop, радіо джерело W78, або Шарплесс 103) — великий залишок наднової (SNR) у сузір'ї Лебедя, емісійна туманність діаметром близько 3°. Деякі дуги петлі, відомі під назвою туманність Вуаль, випромінюють у видимому електромагнітному діапазоні. Радіо-, інфрачервоні і рентгенівські зображення показують повну петлю.

## Візуальні компоненти: туманність Вуаль
Видима частина петлі Лебедя відома як туманність Вуаль, також звана Периста туманність (англ. Cirrus Nebula) чи Ниткоподібна туманність (англ. Filamentary Nebula). Деякі її компоненти мають власні імена і ідентифікатори, включаючи «Західну Вуаль» або «Відьмину мітлу», «Східну Вуаль», і Трикутник Пікерінга.

### NGC 6960
NGC 6960 — західна частина залишку, відома як «Західна Вуаль» чи «Туманність Відьмина мітла», розташована за координатами J2000 RA 20г 45х 58.1с DEC +30° 35′ 43″. Як найзахідніший об'єкт NGC в туманності (перший в прямому сходженні), її координати іноді використовуються як NGC-ідентифікатор для туманності в цілому.

### NGC 6992, NGC 6995 та IC 1340
Ці три яскраві області становлять "Східну Вуаль". NGC 6992 — це оболонка HI (нейтрального атомарного водню), розташована вздовж північно-східного краю петлі за координатами J2000 RA 20г 56х 19.0с DEC +31° 44′ 34″. NGC 6995 розташована далі на південь за координатами J2000 RA 20г 57х 10.7с DEC +31° 14′ 07″, а IC 1340 — ще далі на південь, за координатами J2000 RA 20г 56х 12.0с DEC +31° 04′ 00″.

### Трикутник Пікерінга
Також відомий як Клин Пікерінга, або Трикутний пучок Пікерінга, цей сегмент відносно слабкі туманності був виявлений фотографічно в 1904 році Вільгеміною Флемінг у Гарвардській обсерваторії, де Едвард Чарлз Пікерінг в той час був директором. Трикутник є найбільш яскравий вздовж північної частини петлі, хоча фотографії показують, що ця хмарність простягається також у її центральну частину.

### NGC 6974 і NGC 6979
Ці два об'єкти сьогодні переважно ідентифікуються (напр. проектами NGC/IC і Uranometria) з двома яскравішими вузлами туманності в хмарі на північному краю петлі, на схід від північної околиці Трикутника Пікерінга. Про спостереження NGC 6979 вперше повідомив Фрідріх Вільям Гершель, і хоча його координати для об'єктів туманності Вуаль були неточними, його дані для цього об'єкту досить близькі до фактичних, J2000 RA 20г 50х 27.9с DEC +32° 01′ 33″.
Ідентифікатор NGC 6979 іноді використовують для посилатися на Трикутник Пікерінга, але цей Трикутник є, ймовірно, не тим, що він побачив, або тим, що малось на увазі під записом у Каталозі, адже Трикутник був виявлений тільки фотографічно, після того, як Каталог був опублікований, і значно пізніше, як Гершель здійснював спостереження.
Про NGC 6974 повідомив лорд Росс, але розташування, яке він вказав, лежить в порожній області всередині головної петлі. Вважається, що він неправильно записав положення об'єкту, і Новий загальний каталог називає об'єктом Росса інший вузол в північній хмарі, розташований за координатами J2000 RA 20г 51х 04.3с DEC +31° 49′ 41″, на один градус північніше координат Росса. (Це далі на схід ніж NGC 6979, хоча об'єкти NGC, як правило, впорядковані за зростанням RA). Ці нитки в північно-центральній частині петлі іноді називають «морквиною». Спектр ділянки, який асоціюється з NGC 6974, на частоті 34,5 МГц, коливається у всьому частотному діапазоні від 25 до 5000 МГц.

## Південно-східний вузол
Південно-східний вузол розташований за координатами J2000 RA 20г 56х 21.2с DEC +30° 23′ 59″ на південно-східному краю петлі Лебедя. Вузол був визначений як зіткнення між вибуховою хвилею від наднової і невеликою ізольованою хмарою. Вузол є значним рентгенівським об'єктом, що складається з ряду ниток, які корелюють з видимою лінією випромінювання. При поєднанні даних у видимому і рентгенівському діапазоні видно, що південно-східний вузол є заглибленням на поверхні вибухової хвилі, а не хмарка, а кінчик великої хмари. Наявність зворотної ударної хвилі є доказом того, що вузол є ранньою стадією вибухової хвилі, яка наштовхується на велику хмару.

## Відстань
До недавнього часу відстань до залишку наднової оцінювалась у близько 2500 світлових років. Однак недавні дослідження показали, що він повинен бути ближче. У 1999 році Вільям Блер, припускаючи, що ударна хвиля повинна постійно поширюватись з однаковою швидкістю у всіх напрямках, порівняв кутове розширення вздовж боків бульбашки (видиме на зображеннях космічного телескопа Габбл) з вимірами радіального розширення у бік Землі по лінії погляду. Він прийшов до висновку, що фактичний розмір бульбашки приблизно на 40 % менше усталеного значення, що зменшило відстань до  залишку до близько 1470 св.р.
Цей переглянутий розрахунок, хоча він мав певну невизначеність і був зустрінутий з деяким опором, був в цілому підтверджений відриттям зірки за туманністю Вуаль з використанням Far Ultraviolet Spectroscopic Explorer (FUSE). Зоря KPD2055+3111 спектрального класу sdOBwas була визначена як «яскрава в ультрафіолеті» на зображенні, отриманому від Ultraviolet Imaging Telescope, а лінії поглинання в її спектрі вказують на те, що її світло частково перехоплюється залишком наднової. Емісійні властивості зорі вказують на те, що вона знаходиться приблизно за 1860 св.р., що дає верхню межу відстані до петлі і підтримує попередню оцінку у 1470 св.р.
Переглянута відстань, у свою чергу, дає переглянуті оцінки розміру залишку (до 90 св.р. від 150 св.р. раніше) і її віку (зараз вважається, що він між 5000 і 8000 років).

## Астрономічне джерело ультрафіолету

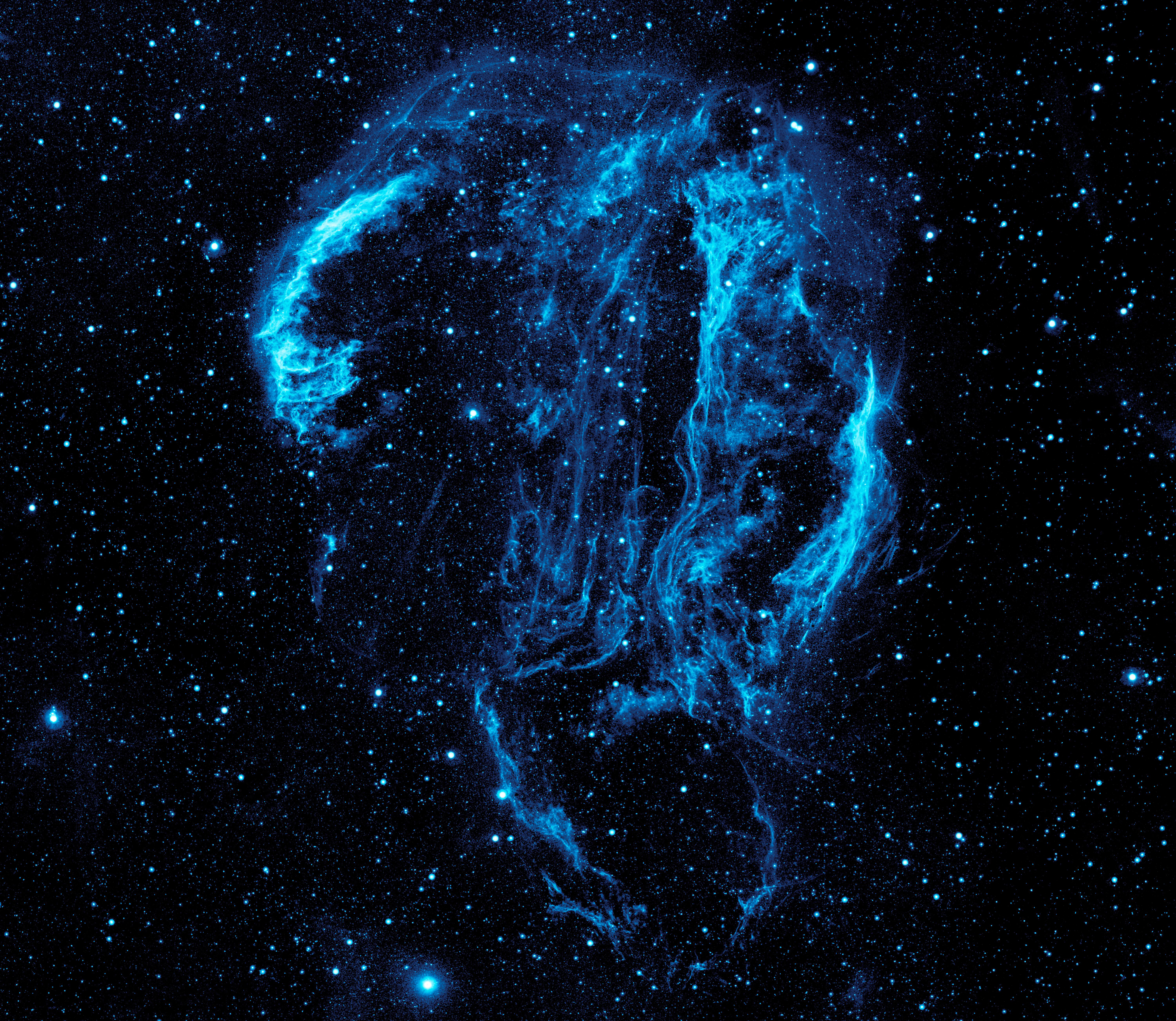
Ультрафіолетовий вигляд петлі Лебедя

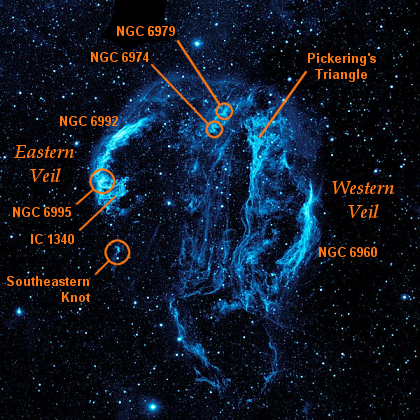
Основні об'єкти петлі Лебедя

Найяскравіші джерела крайнього ультрафіолетового випромінення у петлі Лебедя зустрічаються на північно-східній околиці залишку. Перший політ Спектрометра високої роздільної здатності ліній випромінювання (High Resolution Emission Line Spectrometer, HIRELS), широкопольного спектрометра туманностей у крайньому ультрафіолеті, налаштованого на OVI-емісійні лінії, був здійснений для спостереження за петлею Лебедя, першим спостережуваним галактичним джерелом OVI-ліній випромінювання.

## Рентгенівське джерело
Рентгенівське джерело Лебідь X-5 збігається з SNR G074.0-08.6 (петля Лебедя), розташоване координатами J2000 RA 20г 51.1х DEC +30° 41′, і спостережене Ухуру на 4U 2046+31. Це джерело також має номери в каталогах 1E 2049.4+3050, 1H 2050+310 та 1M 2051+309, відповідно за спостереженнями Обсерваторією Ейнштейна, HEAO 1 та OSO 7.
Петля Лебедя є сильним джерелом м'якого рентгенівського випромінювання.
Центр оболонки наднової (на підставі рентгенівських даних) лежить на J1950 RA 20г 49х 45с DEC +30° 53′. Характерна теплова температури, усереднена для петлі на підставі рентгенівських спектральних даних становить тх = 2.9 ± 1,5 х 106 К. Мапа рентгенівської поверхневої яскравості петлі була отримана за допомогою одновимірного рентгенівського телескопу, який літав на борту метеорологічної ракети «Aerobee 170», що була запущена 30 березня 1973 року.

## Фантастика
У романі «Mindbridge» Джо Голдемана, петля Лебедя є залишком рідної зорі всесильної, безсмертної раси, що, нарешті, вирішила себе знищити.